# Трино
Три́но (итал. Trino, пьем. Trin, лат. Tridinum или Rigomagus) — коммуна в Италии, в регионе Пьемонт, в провинции Верчелли.
Население составляет 7806 человек (2008 г.), плотность населения — 111 чел./км². Занимает площадь 70 км². Почтовый индекс — 13039. Телефонный код — 0161.
Покровителем коммуны почитается святой Апостол Варфоломей, празднование 24 августа.

## Демография
Динамика населения:

## Города-побратимы
- Шовиньи, Франция (1961)
- Гайзенхайм, Германия (1974)
- Банфора, Буркина-Фасо (1999)

## Администрация коммуны
- Официальный сайт: http://www.comune.trino.vc.it/